# Caversaccio
Caversaccio è una frazione del comune comasco di Valmorea posta a sud del centro abitato.

## Storia
La località era un piccolo villaggio agricolo di antica origine della Pieve di Uggiate, strettamente legato alla capopieve anche a livello religioso.
Caversaccio divenne frazione di Cagno su ordine di Napoleone, ma gli austriaci annullarono la decisione al loro ritorno nel 1815 con il Regno Lombardo-Veneto.
Dopo l'unità d'Italia, il paese crebbe da quattrocento a seicento abitanti. Fu il fascismo a decidere la soppressione del comune unendolo a Casanova Lanza.

## Monumenti e luoghi d'interesse

### Architetture religiose

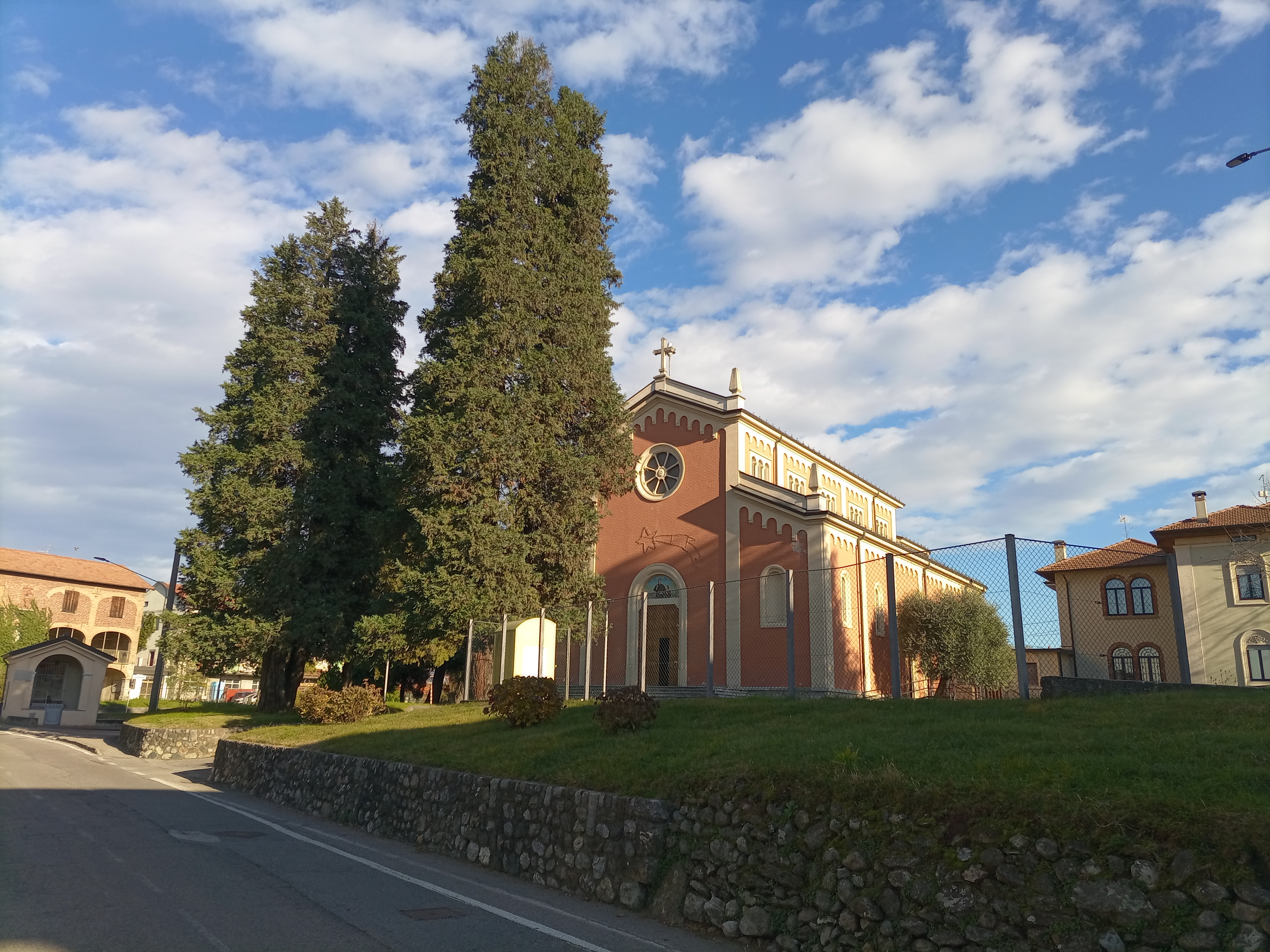
Chiesa dei SS. Donato e Giovanni Bosco

#### Chiesa dei Santi Donato e Giovanni Bosco
La chiesa parrocchiale dei Santi Donato e Giovanni Bosco fu costruita negli anni Trenta del Novecento in sostituzione della vecchia chiesa di San Donato (XVI-XVII secolo), localizzata laddove ora si trova piazza Giovanni da Caversaccio e attestata sin dalla fine del XVIII secolo come viceparrocchia nel vicariato e pieve di Uggiate.
Costruita in sitle neoromanico, la chiesa presenta tre navate chiuse da absidi semicircolari e separate da colonne in granito di Baveno.
All'interno si conservano due pale d'altare (in controfacciata) e una raffigurazione post-caravaggesca di San Donato provenienti dalla vecchia chiesa. Nel 1989 l'abside del presbiterio venne dotato di un grande affresco raffigurante la scena del Cristo mentre spezza il pane con i discepoli di Emmaus, opera del pittore Bogani.

#### Cappella di San Rocco
Situata di fronte alla chiesa parrocchiale, la cappella fu edificata verso la fine del XIX secolo al posto di una precedente cappella del XVII secolo.